# Iwona Demko
Iwona Demko (ur. 7 sierpnia 1974 w Sanoku) – polska artystka wizualna, rzeźbiarka, kuratorka wystaw, nauczycielka akademicka, profesor uczelni i wykładowczyni Akademii Sztuk Pięknych w Krakowie, feministka, artywistka.

## Życiorys
W latach 1989–1994 uczyła się w Państwowym Liceum Sztuk Plastycznych w Krośnie. W kolejnym roku rozpoczęła studia na Wydziale Rzeźby na Akademii Sztuk Pięknych im. Jana Matejki w Krakowie. Dyplom z wyróżnieniem uzyskała w 2001.
W 2012 obroniła doktorat w dziedzinie sztuk plastycznych w dyscyplinie sztuki piękne na podstawie rozprawy doktorskiej pt. „Waginatyzm” oraz pracy rzeźbiarskiej pt. „Kaplica Waginy” (promotor: prof. Józef Murzyn). W 2016 uzyskała habilitację w dziedzinie sztuk plastycznych, w dyscyplinie sztuk pięknych. Praca pt. „anioły.net” dotyczyła tematu kobiecej prostytucji.
W 2019 otrzymała stypendium Ministra Kultury i Dziedzictwa Narodowego. Od 2018 jest członkinią Rady Programowej CRP w Orońsku. Od 2019 prowadzi pracownię Intermedialne Rozszerzenie Warsztatu Rzeźbiarskiego na macierzystej uczelni na stanowisku prof. ASP.

### Metody artystyczne
Tworzy obiekty, instalacje, prace site-specific, wideo, prace w przestrzeni Internetu. W swojej twórczości sięga po takie praktyki artystyczne jak: sztuka partycypacyjna, empatia herstoryczna, działania postartystyczne, sztuka relacyjna, artywizm.
Jej kolor sztandarowy w życiu i sztuce to róż.

### Feminatywy
Stosuje femmenizm, czyli przesadnie podkreśla swoją kobiecość w miejscach, gdzie nie jest ona szanowana. Jest jedną z prekursorek używania feminatywów w polskim świecie artystycznym. W opublikowanym na swojej stronie CV, w katalogach wystaw oraz w udzielanych przez siebie wywiadach określa się jako „waginistka”, „doktora” oraz „doktora habilitowana”.

### Życie prywatne
W 1995 urodziła syna, który otrzymał imię Claudel, na pamiątkę francuskiej rzeźbiarki Camille Claudel.

## Twórczość
Jej pierwsza praca w kolorze różowym powstała na zakończenie studiów w 2001. Była to abstrakcyjna rzeźba dyplomowa o wysokości 4,70 metra. Owalny kształt formy miał kojarzyć się z cielesnością. Do wnętrza formy można było wejść. Środek wyklejony był lustrami w kształcie trójkąta. Forma stanowiła nieświadomą antycypację „okresu waginalnego”.
Jej prace określane są jako sztuka feministyczna.

### Okres waginalny
W 2009 po przeczytaniu książki Catherine Blackledge Wagina. Kobieca seksualność w historii kultury, Demko rozpoczęła trwający blisko 10 lat okres afirmacji ciała i seksualności kobiecej. Pierwszą pracą po przeczytaniu książki Blackledge był Waginatyzm, następnie 28 dni, Moje narodziny, Sheela-na-gig, Czerwona Pani, Rabatka, Lala z łałą.
Na okładce drugiego wydania książki Catherine Blackledge, która ukazała się w Polsce w 2019 pod nowym tytułem Wagina. Sekretna historia kobiecej siły, został umieszczony fragment pracy Demko z cyklu Różowy kwadrat na białym tle. Dla kobiet, które kochają swoją płeć.

### Okres sztuki partycypacyjnej /sztuki relacyjnej
W kolejnym etapie prace Demko powstawały w oparciu o tworzenie relacji międzyludzkich. Pierwszym projektem był projekt habilitacyjny anioly.net, gdzie współpracowała z kobietami niezwiązanymi z prostytucją (projekt fotograficzny), mężczyznami (projekt wideo) oraz nawiązała bliskie relacje z dwiema dziewczynami mającymi doświadczenie w prostytucji (realizując z nimi wystawę).
Wystawie towarzyszyła publikacja Anioły z obszernym tekstem autorstwa Demko, badającym zmianę w podejściu do seksualności kobiet na przestrzeni wieków. W tekście zastanawiała się jak to się stało, że prostytucja sakralna zamieniła się w prostytucję znaną nam obecnie.

### Okres empatii herstorycznej
W 2016 roku rozpoczęła pracę badawczą dotyczącą pierwszych studentek na krakowskiej ASP, początkowo tylko na temat jej pierwszej studentki – Zofii Baltarowicz-Dzielińskiej. Dotarła do jej spadkobierczyni, która w konsekwencji przekazała do Archiwum ASP w Krakowie wszystkie materiały związane z Baltarowicz-Dzielińską. Swoje badania zwieńczyła publikacją pt. Zofia Baltarowicz-Dzielińska. Pierwsza studentka Akademii Sztuk Pięknych w Krakowie, w której umieściła także swój własny życiorys.
Pomysł ten stał się przyczynkiem do akcji zbierania życiorysów kobiet związanych z Akademii Sztuk Pięknych w Krakowie z okazji Roku Kobiet z ASP. Demko zebrała ponad 50 życiorysów.
W 2018 zaprezentowała w Pałacu Sztuki w Krakowie „Alternatywne Wiadomości ASP”, projekt artystyczny imitujący oficjalną publikację ASP w Krakowie „Wiadomości ASP”, który miał na celu zwrócenie uwagi uczelni na jubileusz stulecia obecności kobiet na uczelni (w rzeczywistości jubileusz ten był przez władze uczelni pomijany). 2019 został ogłoszony przez Senat Uczelni Rokiem Kobiet z ASP.

### Pozostałe działania

#### Aktywność w mediach
Iwona Demko jest wikipedystką.

#### Start w wyborach rektorskich ASP
W 2020 Demko wzięła udział w wyborach na rektora w krakowskiej ASP. Wybory w II turze wygrał prof. Andrzej Bednarczyk (zdobywając 238 głosów z 468 oddanych). Demko odpadła w I turze po zdobyciu 42 głosów.

## Wybrane wystawy
2019
- Głębokie słuchanie, Galeria Sztuki Współczesnej BWA, Katowice, 2019[29]
- Feminał, Galeria Güntera Grassa, Gdańsk, 2019[30]

2018
- MATRIARCHArT, Galeria Kobro, Akademia Sztuk Pięknych w Łodzi, Polska, 2018[31]
- NiePOPprawna Lou Andreas-Salomé. Bystra jak orzeł i odważna jak lew, Dom Norymberski, Kraków, Polska, 2018[32]
- Męska rzecz, Muzeum Śląskie, Katowice, Polska, 2018[33]
- TA | Keymo | Demko | Womanspreading, TA Fundacja & Galeria feministyczna, [w:] IV Vintage Photo Festival, Bydgoszcz, Polska, 2018[34]
- Krakowski Salon Sztuki 2018, Pałac Sztuki, Kraków, 2018[35]
- 1918-2018 Wybrane fragmenty z polskiej HERstorii sztuki, Spectra Art Space, Warszawa, 2018[36]
- TA | Keymo | Demko | Womanspreading, TA Fundacja & Galeria feministyczna, [w:] Galeria Domu Norymberskiego, Kraków, Polska, 2018[37]
- 100 Years, So What?, Gallery Space Centrala, Birmingham, Anglia, 2018
- Caressing History, New Delhi, Indie, 2018
- Decydentki, Dom Norymberski, Kraków, Polska, 2018
- Na pozór silna dziewczyna, a w środku ledwo się trzyma, lokal_30, Warszawa, 2018[38]

2017
- Artyści z Krakowa. Generacja 1970-1979, MOCAK, Kraków, Polska, 2017
- Polki, Patriotki, Rebeliantki, Galeria Miejska Arsenał, Poznań, 2017[39]
- Przesilenia, BWA Katowice, Polska, 2017[40]
- A-geometria. Hans Arp i Polska, Muzeum Narodowe, Poznań, Polska, 2017[41]
- Body Language, Berlin Blue Art Gallery, Berlin. Niemcy, 2017
- GASTRONOMKI, Galeria Domu Norymberskiego, Kraków, Polska, 2017
- Złe kobiety, Centrum Kultury ZAMEK, Poznań, Polska, 2017[42]
- #biblioteka, Centrum Kultury ZAMEK, Poznań, Polska, 2017[43]

2016
- Dotyk III. O sztuce haptycznej, BWA, Bydgoszcz, Polska, 2016[44]
- Zawróć, kiedy to możliwe, Galeria Program, Warszawa, Polska, 2016[45]

2015
- What in me is feminine?, Visual Culture Research Centre, Kijów, 2015[46]
- Wzór, osnowa, wątek. Art vs. Design? vol. 2, Galeria Artifex, Wilno, 2015[47]
- (Nie) dotykaj! Haptyczne aspekty sztuki polskiej po 1945 roku, CSW, Toruń, 2015[48]
- Krzątaczki, Dom Norymberski, Kraków, 2015
- „anioly.net”, Galeria Sztuki, Legnica, 2015
- The Touch/Dotyk, UP Gallery Berlin, Berlin, 2015[49]
- Alfabet Rzeźby – vwzż, CRP, Orońsko, 2015[50]

2014
- Ikonografia Kobiecej Intymności, BWA Zielona Góra, 2014[51]
- ALFABET RZEŹBY- stu…, Centrum Rzeźby Polskiej, Orońsko, 2014[52]

2013
- OBSESSION, Galerie Kreis, Norymberga, 2013

2012
- Słodka choroba, BWA Galeria Miejska, Tarnów, 2012[53]
- Dyfuzje Współczesności, Teatr Wielki – Opera Narodowa, Warszawa, 2011[54]
- Dzielna Dziewica, Art Agenda Nova, Kraków, 2011[55]

2010
- Artystki artystom, CSW Łaźnia, Gdańsk, 2010[56]

## Nagrody i wyróżnienia
- 2021 – Nagroda Sztuki im. Marii Anto i Elsy von Freytag-Loringhoven za wspieranie obecności i widoczności kobiet w edukacji i kulturze[57].